# Apanteles spanis
Apanteles spanis är en stekelart som först beskrevs av Chen och Song 2004.  Apanteles spanis ingår i släktet Apanteles och familjen bracksteklar. Inga underarter finns listade i Catalogue of Life.